# Parapocryptes rictuosus
Parapocryptes rictuosus é uma espécie de peixe da família Gobiidae e da ordem Perciformes.

## Morfologia
- Os machos podem atingir 15 cm de comprimento total.[6][7]

## Habitat
É um peixe de clima tropical e demersal.

## Distribuição geográfica
É encontrado na Índia.

## Observações
É inofensivo para os humanos.